# Osmotischer Schock
Ein osmotischer Schock oder osmotischer Stress ist eine physiologische Funktionsstörung, die durch eine plötzliche Änderung der Konzentration gelöster Stoffe in der Umgebung einer Zelle verursacht wird, was zu einer raschen Änderung der Wasserbewegung durch die Zellmembran führt. Unter hypertonen Bedingungen (Bedingungen mit hohen Konzentrationen von Salzen, Substraten oder anderen gelösten Stoffen im Überstand) wird den Zellen durch Osmose Wasser entzogen. Dadurch wird auch der Transport von Substraten in die Zelle gehemmt, wodurch die Zelle „geschockt“ wird. Unter hypotonen Bedingungen – wenn die Konzentration gelöster Stoffe also gering ist – gelangt dagegen Wasser in großen Mengen in die Zelle, wodurch diese anschwillt und entweder platzt oder apoptotisch wird.
Alle Organismen verfügen über Mechanismen, um auf einen osmotischen Schock zu reagieren, wobei Sensoren und Signalübertragungsnetze der Zelle Informationen über die Osmolarität ihrer Umgebung liefern. Diese Signale lösen Reaktionen aus, um mit den extremen Bedingungen fertig zu werden. Zellen, die eine Zellwand haben, sind in der Regel widerstandsfähiger gegen einen osmotischen Schock, da sie durch ihre Zellwand ihre Form beibehalten können. Obwohl einzellige Organismen durch osmotische Schocks stärker gefährdet sind, da sie ihrer Umgebung direkt ausgesetzt sind, leiden Zellen in großen Tieren wie beispielsweise Säugetieren unter bestimmten Bedingungen dennoch unter diesem Stress. Aktuelle Forschungsergebnisse deuten auch darauf hin, dass osmotischer Stress in Zellen und Geweben wesentlich zu vielen menschlichen Krankheiten beitragen kann.
Bei Eukaryoten ist Kalzium einer der wichtigsten Regulatoren von osmotischem Stress. Der intrazelluläre Kalziumspiegel steigt bei hypo- und hyperosmotischem Stress an.

## Auswirkungen bei Pflanzen
Durch einen auftretenden Starkregen können vorhandene Pollen in der Luft durch einen osmotischen Schock zerplatzen. Durch die Zerteilung werden noch viel kleinere Allergene frei, die einen Allergiker zusätzlich belasten können.